# Jacek Dukaj
Jacek Józef Dukaj (født 30. juli 1974 i Tarnów, Polen) er en polsk science-fiction forfatter.
Hen debuterede som 16-årig med novellen Złota Galera (Den Gyldne Galej).
I 2001 fik han Janusz A. Zajdel-prisen (den mest prestigiøse polske sf-f pris) for sin roman Czarne oceany (Sorte oceaner), i 2003 for Inne pieśni (Andre sange) og i 2000 for Katedra (Katedralen). En kort animeret film baseret på Katedra (lavet af Tomasz Bagiński) blev nomineret til Academy Award (Oscar) i 2003.
Dukajs noveller blev oversat til tysk, russisk, tjekkisk og ungarsk og bliver nu oversat til engelsk af Michael Kandel, som har også oversat de fleste af Stanisław Lem romaner.